# Rosalío Serrano Reyes
Rosalío Serrano Reyes (ur. 1802 w Calungusaw, zm. 1867) – filipiński topograf, leksykograf i malarz.
Urodził się w Calungusaw w prowincji Bulacan w niezamożnej rodzinie. Był synem Hiszpana i tagalskiej kobiety. Wcześnie osierocony przez ojca, imał się różnych zajęć, pracował jako szewc, cieśla, kapelusznik czy kowal. Samouk, jako człowiek dojrzały ukończył Escuela Normal Superior de Maestros w Manili. Do końca życia pracował jako topograf.
Znany głównie z opracowania dwóch słowników, Diccionario de términos comunes tagalo-castellano (1854, 1869) oraz Nuevo diccionario manual español tagalo (1872). Zestawione z myślą o Tagalczykach uczących się języka hiszpańskiego, jako pierwsze zawierały terminy i wyrażenia związane z seksualnością lub zachowaniami uznawanymi za niemoralne. Wyróżniały się w ten sposób od wcześniejszych tekstów tego rodzaju, z reguły publikowanych przez duchownych. 
Przyjęte z uznaniem, na mocy dekretu hiszpańskiego rządu kolonialnego zostały wprowadzone do użytku w filipińskich szkołach.
Był ojcem leksykografa Pedra Serrano Laktawa (1853–1928).